# Атай, Огуз
Огу́з Ата́й (тур. Oğuz Atay, 12 октября 1934, Инеболу, Кастамону — 13 декабря 1977, Стамбул) — турецкий писатель, драматург, педагог, гражданский инженер.

## Биография
Сын судьи и школьной учительницы, родился и вырос на севере страны, в маленьком городке на берегу Чёрного моря. Учился в Анкаре. После воинской службы окончил Стамбульский технический университет (1957), по специальности — гражданский инженер. С 1960 до конца жизни служил в Стамбульской академии инженерного и строительного дела, с 1970 — профессор, автор учебника по топографии.
Умер от опухоли мозга.

## Творчество
Испытал влияние русской литературы (Гончаров, Достоевский), Стендаля, Генри Джеймса, из писателей XX века для него были значимы Джойс, Кафка, Набоков.
Первый роман «Проигравшие» опубликовал в 1971—1972, получил за него — представленный ещё в рукописи — премию Турецкого радио и телевидения, но настоящий успех пришёл к новаторскому роману, вызвавшему противоречивые оценки критиков, после его переиздания в 1984, когда он стал культовым. По заключению Турецкой национальной комиссии при ЮНЕСКО, это «вероятно, крупнейший роман в турецкой литературе XX века».

## Произведения
- Проигравшие/ Tutunamayanlar, роман (2 тт., 1971—1972)
- Опасные игры/ Tehlikeli Oyunlar, роман (1973)
- Жизнь учёного: Мустафа Инан/ Bir Bilim Adamının Romanı: Mustafa İnan, биографический роман (1975)
- В ожидании ужаса/ Korkuyu Beklerken, книга рассказов (1975)
- Живущие игрой/ Oyunlarla Yaşayanlar, пьеса (опубл. 1985)
- Günlük, дневник (опубл. 1987).
- Наука действовать/ Eylembilim, незавершённый роман (опубл. 1998)

## Признание и воздействие
Оказал сильное влияние на современную турецкую прозу — творчество Латифе Текин, Орхана Памука и др. Проза Атая переведена на основные европейские языки.